# Golden Globe-galan 1950
7:e
Golden Globe Awards

23 februari 1950
Bästa film

Alla kungens män
Golden Globe-galan 1950 var den sjunde upplagan av Golden Globe Awards, som belönade filminsatser från 1949, och hölls den 23 februari 1950.

## Vinnare och nominerade
Vinnarna listas i fetstil.
| Bästa film - Alla kungens män - Nunnan och spelaren                                                              | Bästa regissör - Robert Rossen – Alla kungens män - William Wyler – Arvtagerskan                     |
| Bästa manliga huvudroll - Broderick Crawford – Alla kungens män - Richard Todd – Mannen från Skottland           | Bästa kvinnliga huvudroll - Olivia de Havilland – Arvtagerskan - Deborah Kerr – Edward, min son      |
| Bästa manliga biroll - James Whitmore – På främmande mark - David Brian – Inkräktare i stoftet                   | Bästa kvinnliga biroll - Mercedes McCambridge – Alla kungens män - Miriam Hopkins – Arvtagerskan     |
| Bästa manus - På främmande mark – Robert Pirosh - Glödande sand – Walter Doniger                                 | Bästa filmmusik - Tomtar på loftet – Johnny Green - Alla kungens män – George Duning                 |
| Bästa foto – svartvitt - Champion – Franz Planer - Alla kungens män – Burnett Guffey                             | Bästa foto – färg - Det susar i säven & Ichabods äventyr - New York dansar                           |
| Årets nya stjärna – skådespelare - Richard Todd – Mannen från Skottland - Juano Hernandez – Inkräktare i stoftet | Årets nya stjärna – skådespelerska - Mercedes McCambridge – Alla kungens män - Ruth Roman – Champion |
| Bästa film för internationell förståelse - Mannen från Skottland – Vincent Sherman - Inferno – Maurice Cloche    | Bästa utländska film - Cykeltjuven (Italien) - Ögonvittnet (Storbritannien)                          |

### Filmer med flera vinster
| Vinster | Film                  |
| ------- | --------------------- |
| 5       | Alla kungens män      |
| 2       | Mannen från Skottland |
| 2       | På främmande mark     |

### Filmer med flera nomineringar
| Nomineringar | Film                  |
| ------------ | --------------------- |
| 7            | Alla kungens män      |
| 3            | Arvtagerskan          |
| 3            | Mannen från Skottland |
| 2            | Champion              |
| 2            | Inkräktare i stoftet  |
| 2            | På främmande mark     |